# Strączno
Strączno [pronunciación en polaco: /ˈstrɔnt͡ʂnɔ/] (en alemán: Stranz) es un pueblo ubicado en el distrito administrativo de Gmina Wałcz, dentro del Distrito de Wałcz, Voivodato de Pomerania Occidental, en el norte de Polonia occidental. Se encuentra aproximadamente a 6 kilómetros al oeste de Wałcz y a 122 kilómetros al este de la capital regional Szczecin.
Antes de 1772, el área fue parte de Reino de Polonia, y luego hasta 1945 fue de Prusia y Alemania. Para más sobre su historia, vea Historia de Pomerania.

## Residentes notables
- Herbert Schröder-Stranz (1884–1912), explorador ártico alemán